# Кузнецов, Александр Сергеевич (актёр)
Александр Сергеевич Кузнецов (8 октября 1936 — 24 декабря 2014, Новосибирск) — советский и российский театральный актёр и педагог. заслуженный артист РСФСР (1985).

## Биография
Александр Кузнецов родился 8 октября 1936 года. В 1959 году закончил ГИТИС имени Луначарского. После окончания института играл в Саратовском и Рязанском театрах юного зрителя, Московском Центральном детском театре, Калужском областном драматическом театре имени Луначарского и Читинском областном драматическом театре. В Калужском драмтеатре встретил будущую жену артистку того же театра Тамару Кочержинскую.
В конце 1960-х годов вместе с женой переехал в Новосибирск, где сначала играл в Новосибирском академическом драматическом театре «Красный факел». В 1970 году вошёл в труппу Новосибирского театра юного зрителя (ныне — НАМТ «Глобус»), где проработал более 40 лет.
Преподавал на кафедре актёрского мастерства и режиссуры в Новосибирском государственном театральном институте (ранее — училище).
Умер 24 декабря 2014 года в Новосибирске. Прах актёра покоится в колумбарии Новосибирского крематория (посёлок Восход).

## Работы в театре
- «Ревизор» Н. Гоголя — Городничий
- «Двенадцатая ночь» У. Шекспира — сэр Тоби
- «Призвание — убийца» И. Муренко, С. Кинга — Курт Дюссандер
- «Игра в джин» Д. Кобурна — Веллер Мартин
- «Театральный роман» М. Булгакова — Понтий Пилат
- «Вишневый сад» А. Чехова — Фирс
- «Дядя Ваня» А. Чехова — Серебряков Александр Владимирович, отставной профессор
- «Софья Петровна» Л. Чуковской — бухгалтер
- «Бабьи сплетни» К. Гольдони — Оттавио
- «Бульвар Преступлений» Э.-Э. Шмитта — граф де Пийеман
- «Дама с камелиями» А. Дюма — граф де Жире
- «Деревья умирают стоя» А. Касоны — сеньор Бальбоа
- «Август: графство Осейдж» Т. Леттса — Беверли Уэстон
- «Скупой» Ж.-Б. Мольера — Ансельм
- «Лес» А. Островского — Уар Кирилыч Бодаев
- мюзикл «НЭП» Е. Сибиркиной — Нарком

## Семья
- Жена — актриса и режиссёр Кочержинская, Тамара Исмаиловна (род. 1941), заслуженная артистка РСФСР.
- Сын — Андрей, художник, скульптор.

## Награды
- Заслуженный артист РСФСР (5 августа 1985 года).
- Благодарность Министра культуры и массовых коммуникаций Российской Федерации (11 августа 2004 года) — за  заслуги в развитии театрального искусства и связи с 75-летием Новосибирского академического молодёжного театра «Глобус»[5].